# Control Denied
Control Denied bio je progresivni metal sastav koji je osnovao death metal glazbenik i osnivač sastava Death Chuck Schuldiner.

## Životopis
Sastav je osnovan 1996. kad je Schuldiner želio stvoriti melodičniji stil nego što je to bilo moguće s Deathom. Projekt je prekinut Deathovim albumom The Sound of Perseverance iz 1998., no konačno je 1999. objavljen debitanski album The Fragile Art of Existence. Drugi album, uvjetno nazvan When Man and Machine Collide, djelomično je snimljen, ali je Schuldinerova smrt 2001. zaustavila snimanje. Preostali članovi sastava izrazili su želju da dovrše i objave materijal, iako Eric Greif izjavio je da snimke neće biti dovršene.
Schuldiner je potpisao ugovor s diskografskom kućom Hammerheart Records za izdavanje When Man and Machine Collide i snimio je glazbu u studenome 2000. kao pripremu za njega. Međutim, postojao je dugogodišnji pravni spor oko prava na materijal s diskografskom kućom Karmageddon Media što je dodatno odgodilo završetak i izdavanje albuma. Dio tih nepotpunih snimaka pušten je neovlašteno u dvodijelnim bootlegovima Schuldinera Zero Tolerance i neobjavljenih pjesama.
Odvjetnik Schuldinerovih nekretnina Eric Greif riješio je sva pitanja s izdavačkom kućom do prosinca 2009., dopuštajući mogućnost dovršetka albuma. 
Dana 4. prosinca 2010., pjevač Tim Aymar objavio je izjavu u kojoj je rekao da se prave planovi za snimanje i izdavanje albuma, navodeći da je Jim Morris iz studija Morrisound (s kojim je Chuck Schuldiner snimio nekoliko albuma tijekom svoje karijere) bio u kontaktu s Greifom za početak planiranja i rezerviranja studijskog vremena za snimanje preostalih dijelova When Man and Machine Collide. Planovi su prekinuti provalom u Morrisound u proljeće 2011. kad je ukraden veliki dio njihove opreme, što je odgodilo završetak albuma.
U siječnju 2014. Greif je izjavio da je bilo malo napretka prema završetku albuma osim istraživačkog sastanka između producenta Jima Morrisa i gitarista Shannon Hamm. Do 2016. Greif je izjavio da album nikada neće biti dovršen.
The Fragile Art of Existence ponovo je objavila u listopadu 2010. diskografska kuća Relapse Records u standardnom formatu od 2 diska, s jednim satom bonus materijala, i deluxe verziji od 3 diska, s dva sata bonus materijala.
Dana 13. veljače 2023. umro je pjevač Tim Aymar.

## Diskografija
Studijski albumi
- The Fragile Art of Existence (1999.)

Demo uradci
- Chuck Schuldiner Guitar Demo (1996.)
- Demo (1996.)
- A Moment of Clarity (1997.)